# Chris Grocock
Christopher Richard Grocock (sinh ngày 30 tháng 10 năm 1968) là một luật sư và cầu thủ bóng đá người Anh.

## Sự nghiệp
Sinh ra ở Grimsby, Grocock thi đấu ở vị trí tiền vệ chạy cánh trái cho Grimsby Town và Boston United.
Sau khi giải nghệ, ông trở thành một cố vấn pháp luật.